# Višňov
Višňov est une commune du district de Trebišov, dans la région de Košice, en Slovaquie. Sa population s'élevait à 227 habitants en 2016.

## Histoire
La première mention écrite du village date de 1270.

## Démographie

### Évolution de la population
| Année:               | 1994. | 2004.   | 2014.   | 2024.   |
| -------------------- | ----- | ------- | ------- | ------- |
| Nombre de personnes: | 240   | 219     | 228     | 246     |
| Différence:          |       | -8,75 % | +4,10 % | +7,89 % |

| Année:               | 2023. | 2024.   |
| -------------------- | ----- | ------- |
| Nombre de personnes: | 242   | 246     |
| Différence:          |       | +1,65 % |